# Бервил ан Рмоа
Бервил ан Рмоа (фр. Berville-en-Roumois) насеље је и општина у северној Француској у региону Горња Нормандија, у департману Ер која припада префектури Берне.
По подацима из 2011. године у општини је живело 788 становника, а густина насељености је износила 85,19 становника/km². Општина се простире на површини од 9,25 km². Налази се на средњој надморској висини од 144 метара (максималној 149 m, а минималној 98 m).

## Демографија
| 1962. | 1968. | 1975. | 1982. | 1990. | 1999. | 2011. |
| ----- | ----- | ----- | ----- | ----- | ----- | ----- |
| 435   | 452   | 481   | 567   | 616   | 661   | 788   |

График промене броја становника у току последњих година